# 部門別採算
部門別採算（ぶもんべつさいさん）は企業内の部門ごとに採算を評価する管理会計手法である。独立採算制（どくりつさいさんせい）とも。

## 概要
例えばスーパーには精肉・海産・惣菜などの商品別部門が存在する。家電メーカーであれば購買・製造・販売などの機能別部門が存在する。部門別採算制度では、これらの部門ごとに損益計算をはじめとする採算評価をおこなう。部門別採算を採用することで各部門の実績が明確化され、部門のマネジメントに利用できる。
経営における社内カンパニー制・事業部制は管理会計として部門別採算を採用している。これによりカンパニー・事業部ごとの損益をマネジメント可能にしている。経営手法の一種であるアメーバ経営では部門別採算を少人数からなる部門（アメーバ）ごとに適用する。プロダクトマネジメントではプロダクトの採算目標を設定し管理する場合が多い。
どの会計指標をもって「採算」とするかは組織によって異なる。損益・そこから労務費を抜いた売上原価差・総資本回転率など様々な指標を採用しうる。指標を決定する要素には部門分割基準（サイズや種別）・経営手法などがある。
プロセス別採算の場合、部門別採算は付加価値と関連している。すなわち製造部門の利益は原料加工による付加価値に由来すると考えられる。

## 算出
部門ごとの採算を算出するのは容易ではない。スーパーの例のように商品と部門が対応している場合は商品ごとの売上を部門ごとの売上に計上するだけでいい。しかし家電メーカーの例のようにプロセス別採算の場合、売上自体は販売部門で発生し、購買や製造では売上にあたる数字が直接出てこない。そのための複数の手法が存在する。

### 社内売買
社内売買は部門間で実際の商取引をおこなう制度である。プロセス別採算を可能にする手法の1つである。例えば製造部が販売部と商品の値段交渉・数量交渉を実際におこない、"販売部への売上 - 購買部からの調達コスト" を自部門の利益として計上する。社内売買チェーンの両端は外部仕入と顧客売上に直結しているため、顧客と接しない部門においても市場の状態とその変化を強く意識するインセンティブとして働く。取引交渉はそれ自体が高度な技術を要する分野であるため、社内売買制度の導入は段階的に導入されうる（例: 原価計算に基づく自動価格決定から交渉に基づく価格交渉への段階的移行）。